# Андрей Кметь
Андрей Кметь (словац. Andrej Kmeť; *19 листопада 1841, с. Бзеніца, Королівство Угорщина (нині Словаччина) — †16 лютого 1908, Мартін, Австро-Угорщина) — словацький римсько-католицький священник, археолог, геолог, палеонтолог, історик, ботанік, етнограф.

## Біографія
Народився в багатодітній родині коваля. Навчався в школі піаристів, потім — у духовній семінарії в Трнава. Служив священиком.
Крім цього, з дитинства цікавився природничими науками. Хоча професійної освіти не отримав, був одним з перших словацьких інтелектуалів, які систематично займалися археологією. Кметь був одним з перших дослідників, які займалися археологічними розкопками в Центральній Європі. Сучасники називали його «словацьким Шліманом». Під час своїх досліджень викопав і врятував скелет мамонта.
В області геології, мінералогії і палеонтології співпрацював з фахівцями академії в Банська Штявниця. Визначив кілька нових видів рослин і зібрав гербарій з 72 000 зразків, з яких 39 000 вищих рослин (близько 6000 троянд). Ним зібрана колекція насіння, що містить 1733 зразка, що належать до 516 видів. Гербарій зберігається у Словацькому Народному музеї.
Займався збором фольклорних та етнографічних матеріалів.
У 1892 Кметь заснував Словацьке наукове товариство, яке пізніше стало основою Словацької академії наук.
Відомий також дуже негативним ставленням до алкоголізму.
Андрей Кметь похований на пантеоні видатних особистостей Словаччини — Народному кладовищі в Мартіні.

## Визнання
Іменем ученого названо близько 40 видів рослин і грибів.

## Галерея

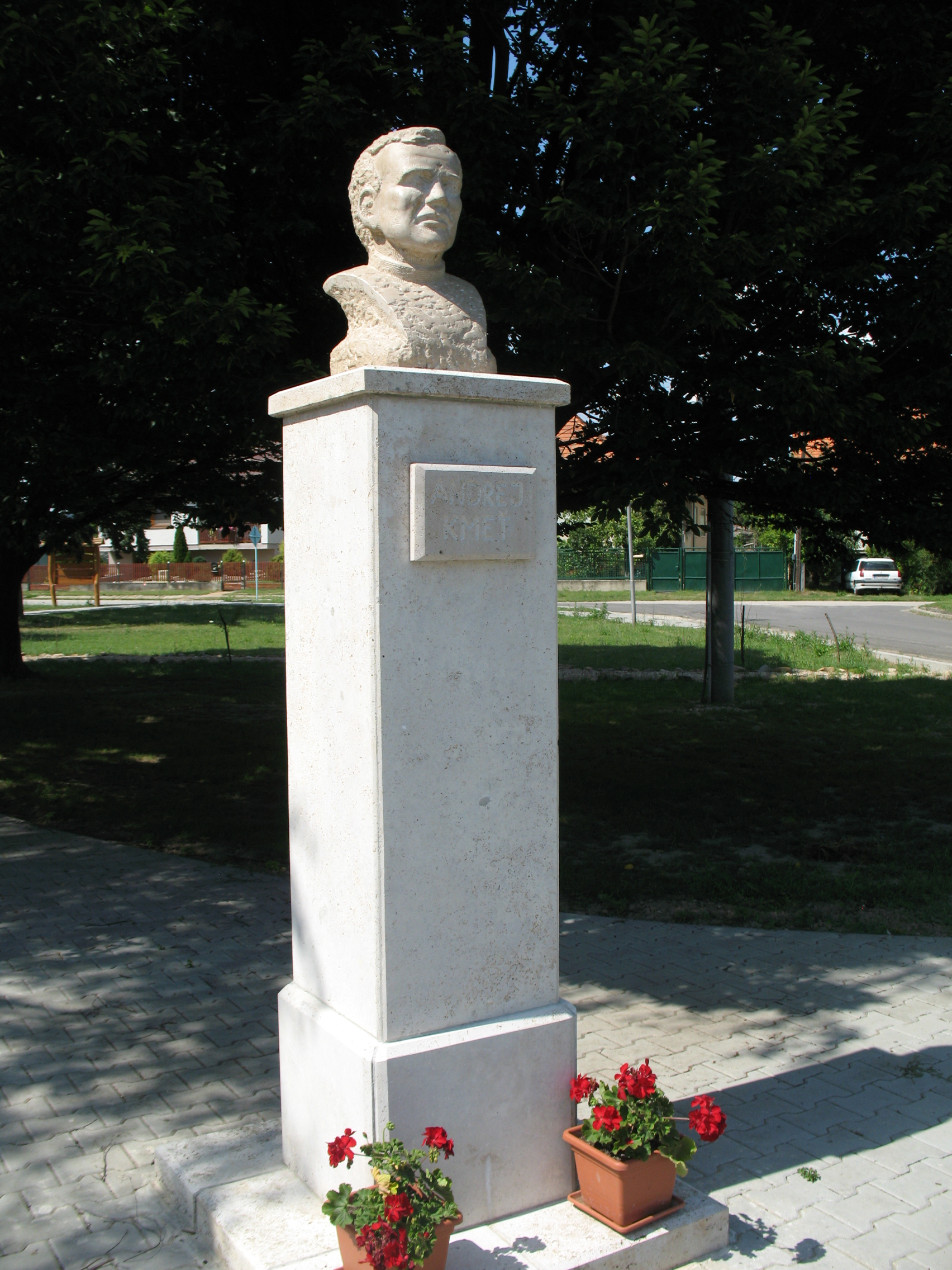
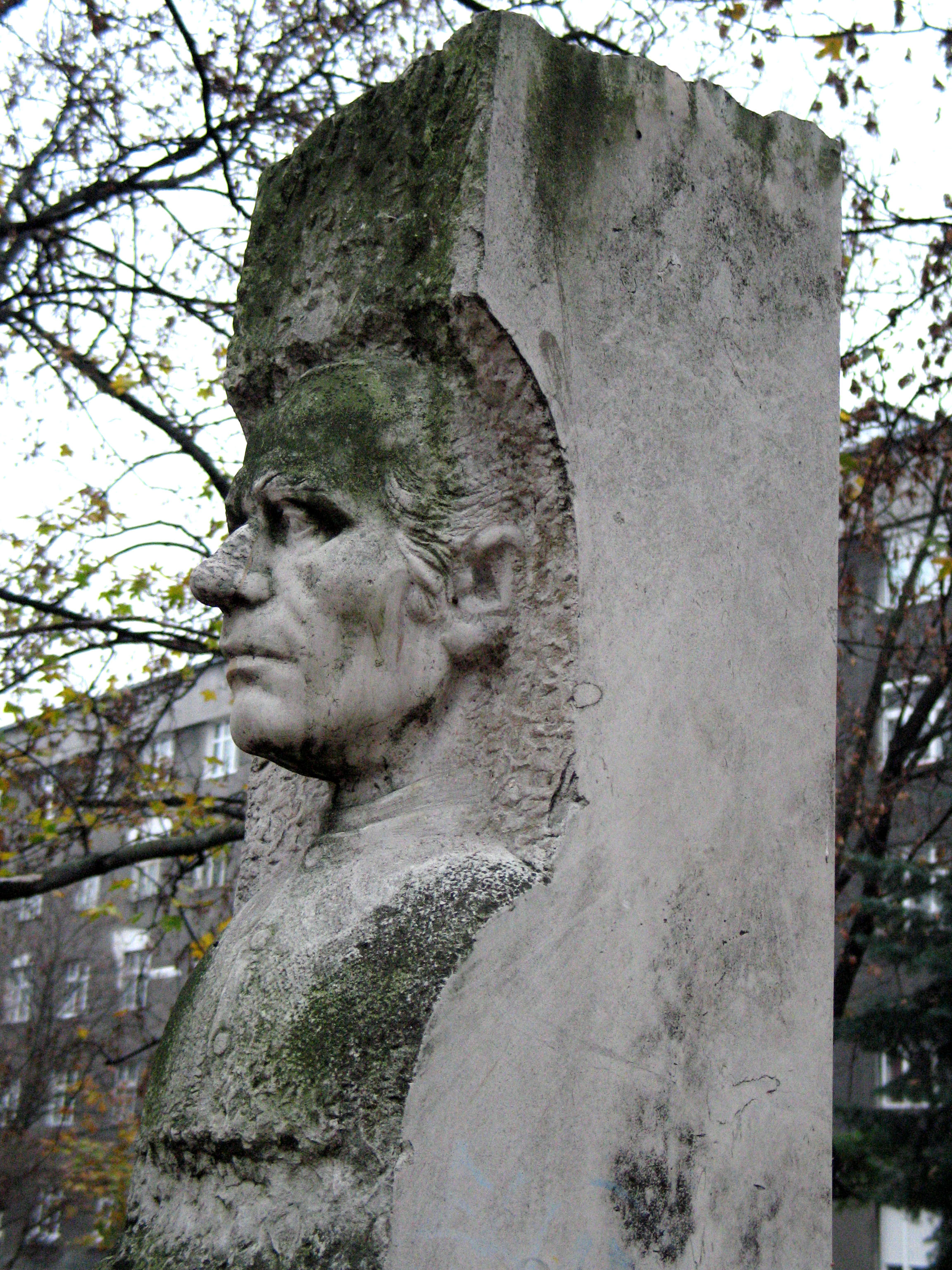
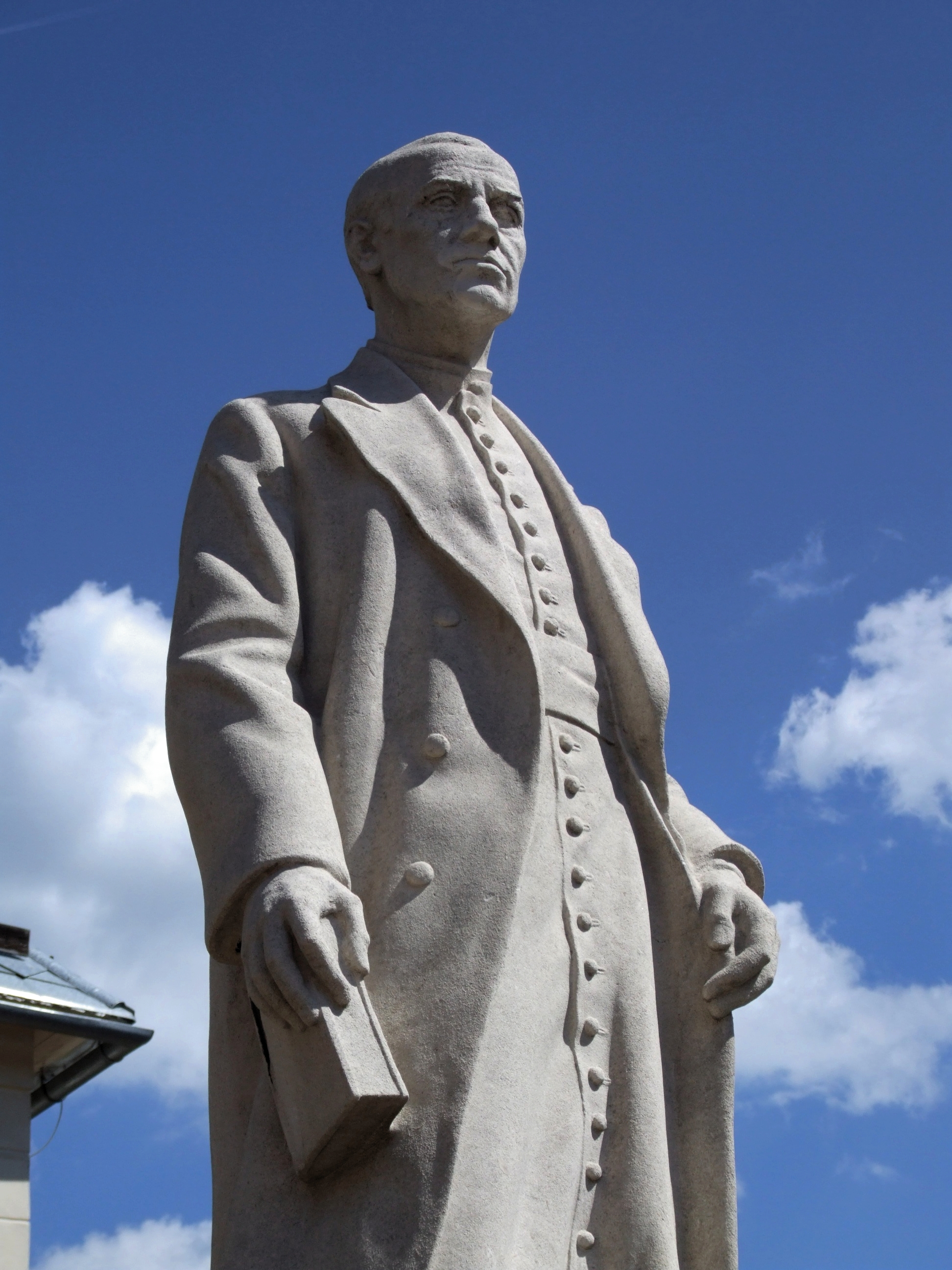
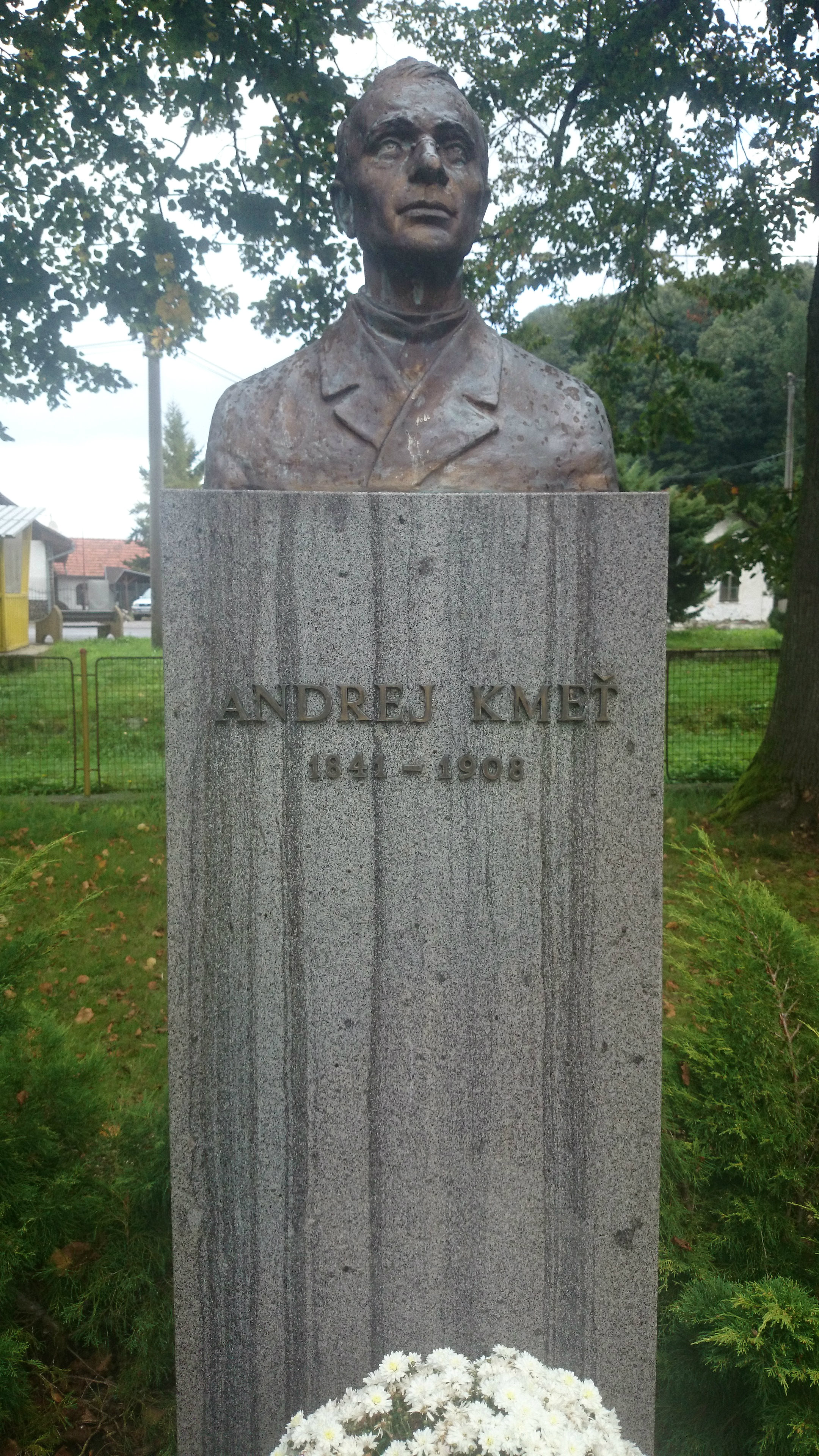
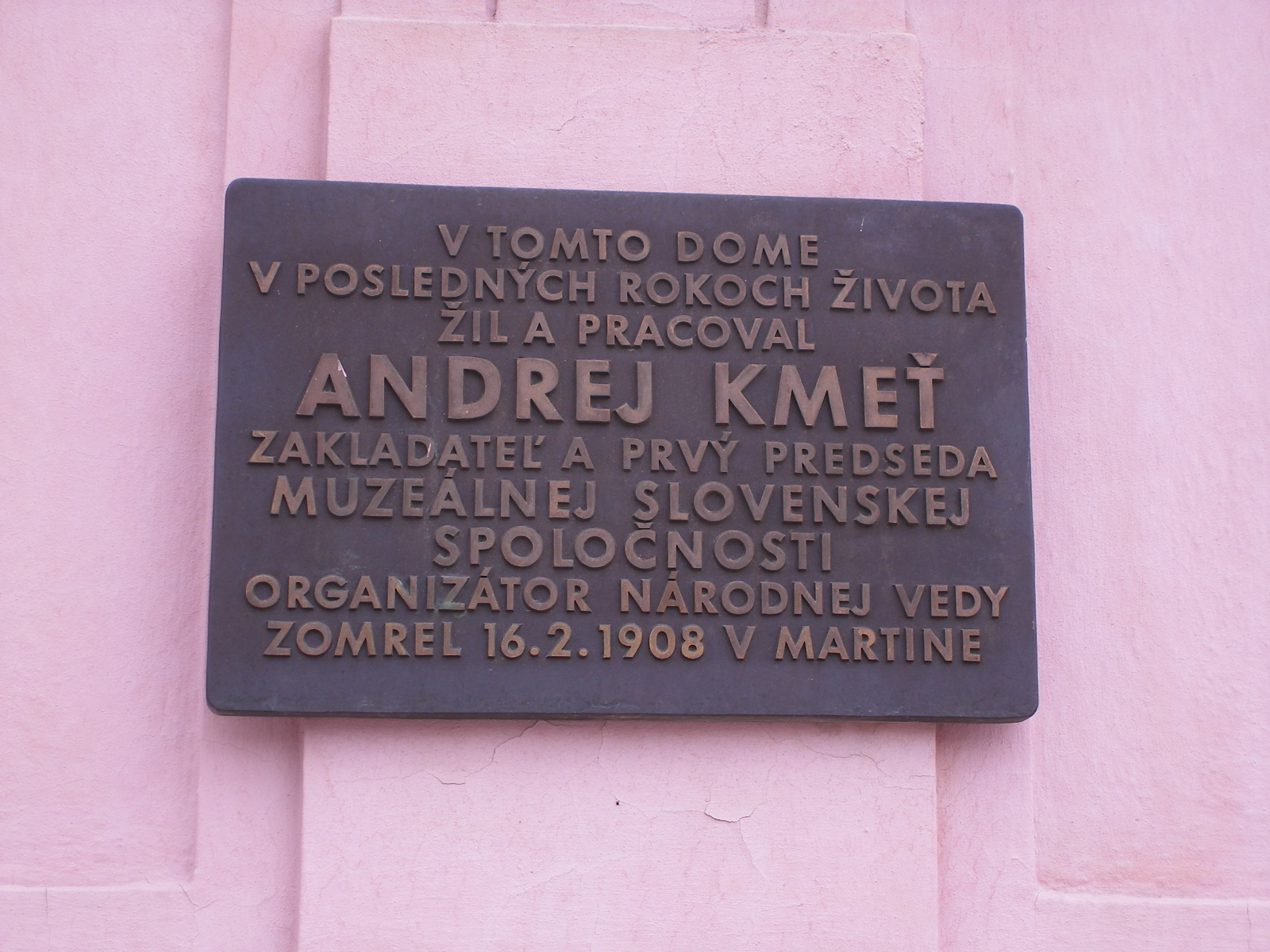
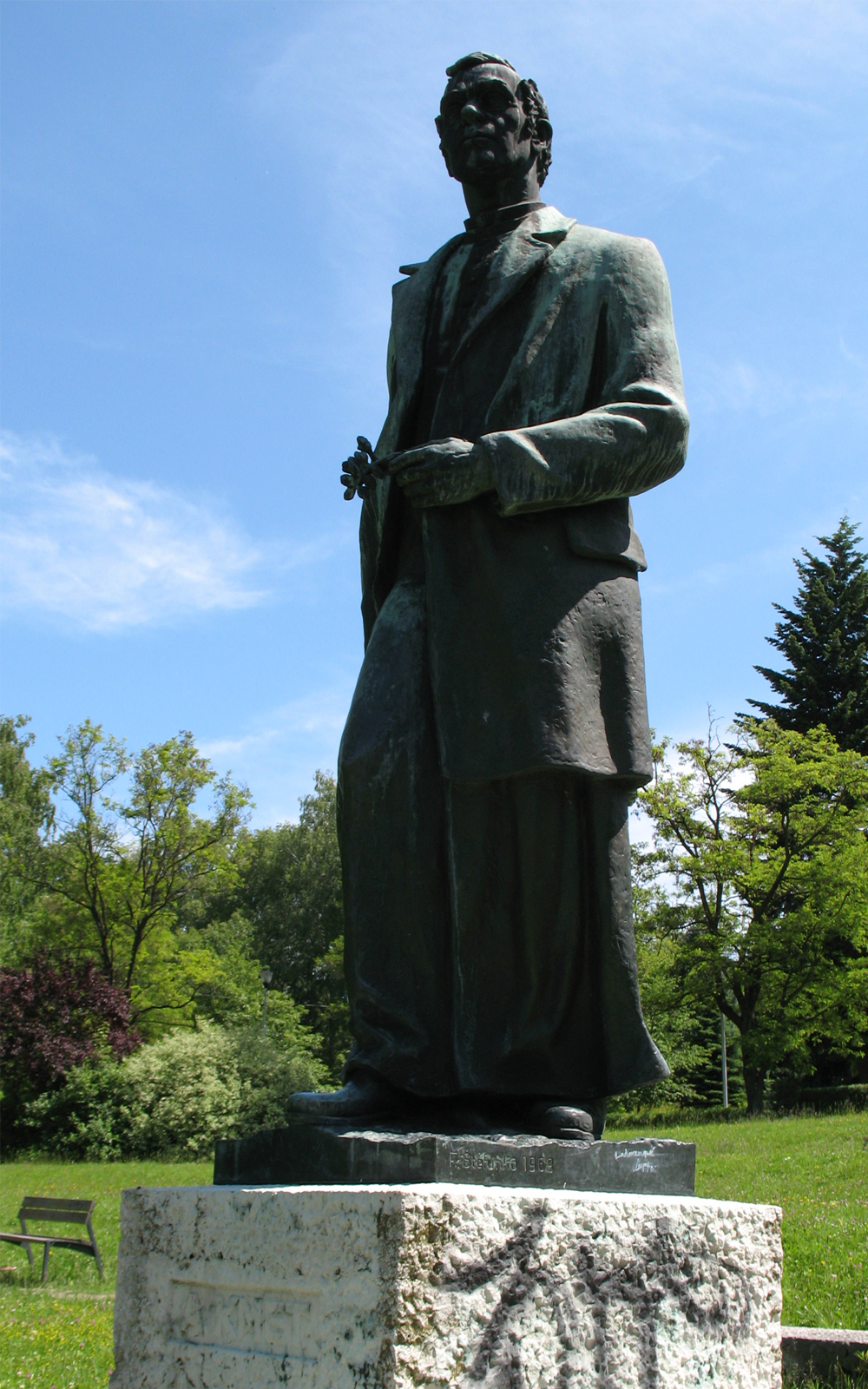
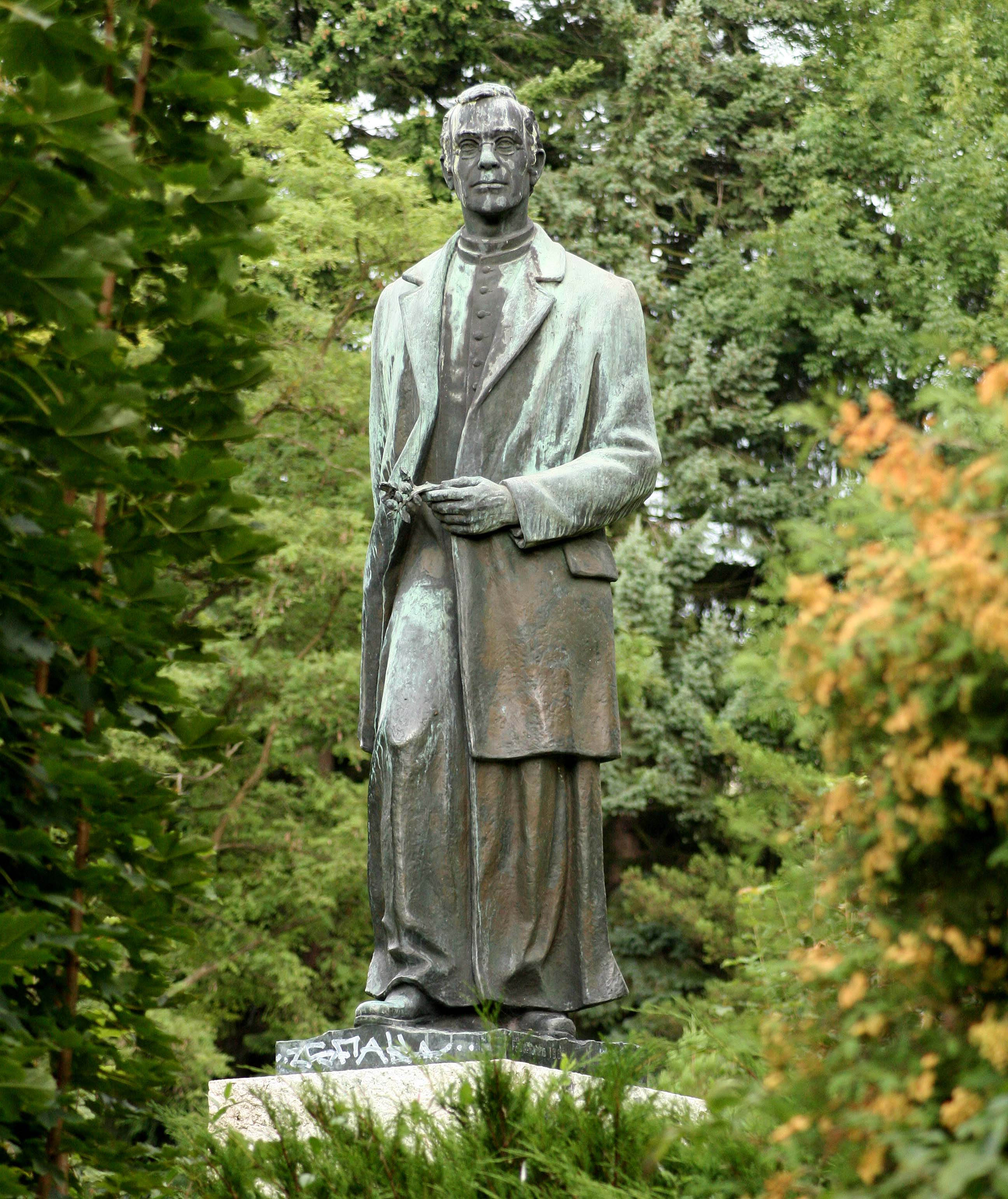
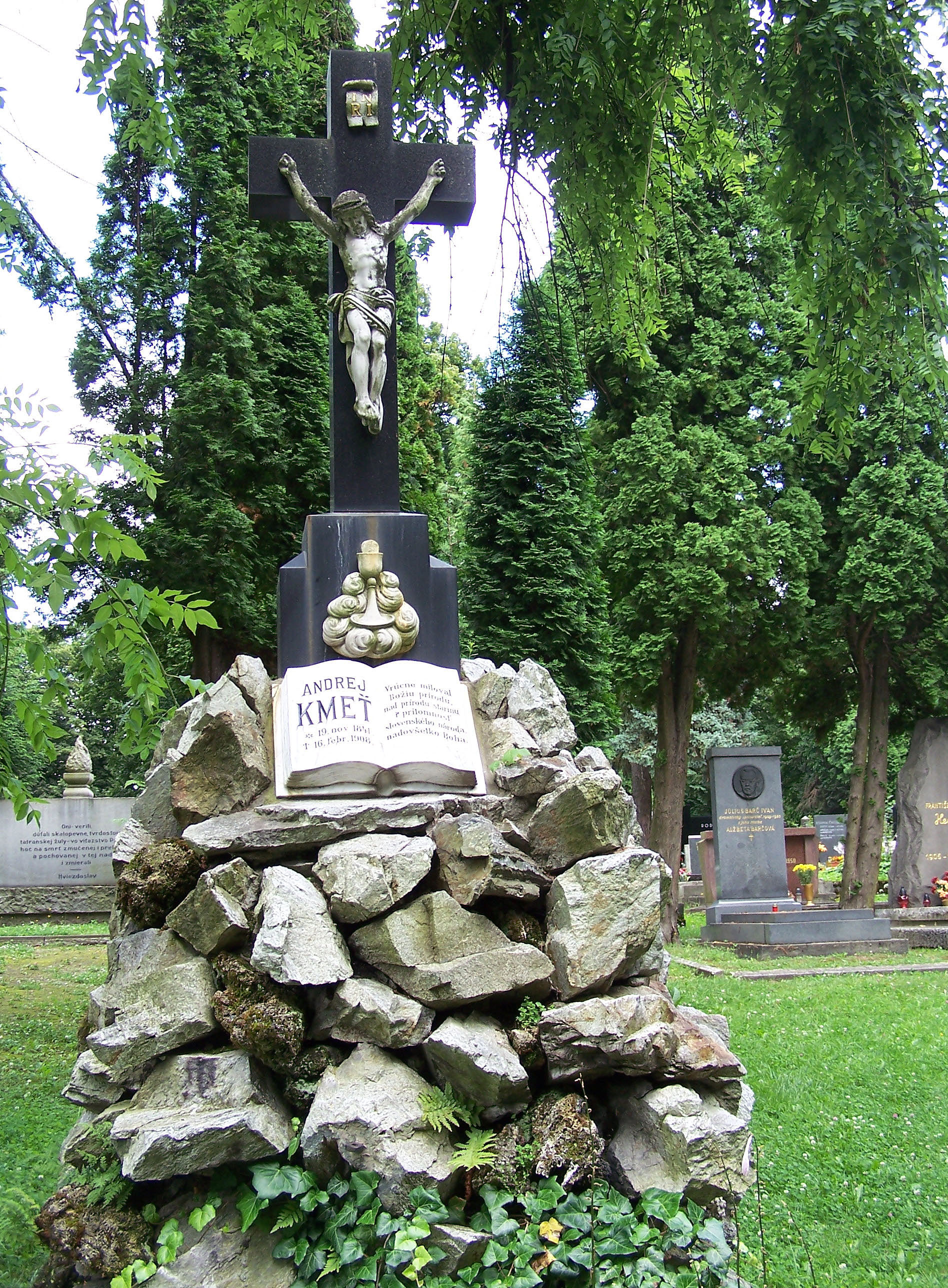